# Stefano Corti (politico)
Stefano Corti (Carpi, 16 luglio 1975) è un politico italiano.

## Biografia
Si iscrive giovanissimo alla Lega Nord nel 1992. Partecipa alla fondazione del Movimento Giovani Padani, divenendone il responsabile esteri. Consigliere comunale a Rozzano, fonda nel 1995 il gruppo studentesco FLC (divenuto poi Movimento Universitario Padano) presso la Facoltà di Scienze politiche di Milano, entrando anche nel Senato Accademico dell'Università Statale di Milano dal 1997 al 1999. Dopo la fine degli studi ritorna in Emilia, divenendo dal 2006 al 2012 proboviro nazionale. Sempre dal 2006 è consigliere comunale a Montefiorino (carica che manterrà fino al 2016), mentre dal 2009 al 2014 è consigliere provinciale leghista a Modena.
Alle elezioni politiche del 2018 risulta in un primo momento sconfitto per soli 38 voti nel collegio uninominale di Modena da Edoardo Patriarca.
Presenta quindi ricorso per il riconteggio dei voti e, dopo la verifica delle sole schede bianche e nulle, nel giugno 2019 viene annunciata la vittoria di Corti con uno scarto di 55 voti. Prende quindi possesso del seggio a lui spettante il successivo 31 luglio. È membro della 14ª Commissione permanente (Politiche dell'Unione europea). Conclude il mandato parlamentare nell'autunno 2022.